# Фузафунгин
Фузафунги́н (лат. Fusafungine) — лекарственное средство, полипептидный антибиотик для местного применения. Выделен из культуры гриба Fusarium lateritium (штамм 437). Практически нерастворим в воде, растворим в гликолях и жирах.
Обзор Cochrane 2015 года о применении антибиотиков при остром ларингите показал, что использование фузафунгина (в том числе в сочетании с кларитромицином) обладает достоверно (p = 0,04, 0,05) выраженным эффектом лишь на срок 5 суток по сравнению с отсутствием лечения, но не даёт каких-либо эффектов на 8-й и 28-й день (по данным одного российского клинического испытания на 145 пациентах). Авторы обзора отметили невысокое качество исследований, вывод авторов гласит, что применение этого антибиотика при остром ларингите не приводит к каким-либо объективным улучшениям. По данным EMA, кроме этого обзора нет исследований, показавших какую-либо эффективность фузафунгина, по запросу AIFA был запущен процесс пересмотра безопасности и эффективности спреев с фузафунгином.
С апреля 2016 года оборот лекарственных препаратов, содержащих фузафунгин, был запрещён по всему миру, поскольку риски лечения фузафунгином значительно преобладают над его доказанными лечебными свойствами.
Комитет по оценке рисков Европейского медицинского агентства (PRAC EMA), проведя обзор данных применения фузафунгина, на основании анализа всей доступной информации сделал заключение, что польза его применения не превышает риск развития нежелательных реакций. Координационная группа по взаимному признанию и децентрализованной процедуре Европейского медицинского агентства (CMDh EMA) единогласно одобрила решение комитета аннулировать регистрационное удостоверение фузафунгина.

## Фармакологическое действие
Антибиотик местного действия с противовоспалительными свойствами. Активен в отношении следующих микроорганизмов: Streptococcus spp. группы A, Streptococcus pneumoniae, Staphylococcus spp., некоторых штаммов Neisseria spp., некоторых анаэробов, а также Mycoplasma spp., грибов рода Candida.

## Фармакокинетика
Практически не всасывается с поверхности слизистой оболочки дыхательных путей.

## Применение
Показания
Инфекционные и воспалительные заболевания дыхательных путей: ринит, ринофарингит, трахеит, ларингит, тонзиллит, состояние после тонзиллэктомии, синусит и бронхит.
Противопоказания
Гиперчувствительность, детский возраст (до 2,5 лет) — опасность развития ларингоспазма.
Побочное действие
Сухость слизистых оболочек дыхательных путей, парестезии или чихание.
Местные аллергические реакции (отёк и гиперемия кожи и слизистых оболочек), бронхоспазм.
Применение при беременности и кормлении грудью
Клинические данные о применении в период беременности отсутствуют. Данных об экскреции препарата с грудным молоком отсутствуют. Препарат не рекомендуется применять во время беременности и кормления грудью.

## Клинические исследования
По данным рандомизированного двойного слепого плацебоконтролируемого исследования, проведённого в Великобритании (2004) на 532 пациентах, на фоне приёма фузафунгина улучшение было отмечено в 61.5 +/- 2,9 % случаев в 0 — 4 дни приёма (на фоне приёма плацебо улучшение отмечалось в 46.8 +/- 3,1 % случаев), причём более выраженный эффект наблюдался при раннем начале лечения.
Также показано, что применение фузафунгина позволяет значительно снизить применение системных антибиотиков и противовоспалительных препаратов.

## Режим дозирования
Ингаляционно.
Взрослые: 4 ингаляции через рот и/или в каждый носовой ход каждые 4 ч.
Дети: 4 ингаляции через рот и/или в каждый носовой ход каждые 6 ч.
Длительность лечения не должна превышать 10 дней.
Для ингаляции 1 дозы препарата необходимо ввести в полость рта насадку баллончика, плотно обхватив её губами. Затем, на глубоком вдохе, энергично и до конца нажать на насадку баллончика.
Для введения препарата через нос необходимо зажать одну ноздрю пальцем, ввести в противоположный носовой ход насадку баллончика и на глубоком вдохе энергично и до конца нажать на неё.
Взаимодействие
В случае наличия у больных клинических проявлений распространённой бактериальной инфекции необходимо предусмотреть возможность проведения системного назначения антибиотиков.

## Меры предосторожности
Не рекомендуется прекращать лечение при появлении первых признаков улучшения, так как возможен рецидив. Не следует применять в течение длительного времени, так как это может привести к нарушению нормальной микрофлоры с риском распространения инфекции.
Местные реакции со стороны слизистой оболочки верхних дыхательных путей обычно носят транзиторный характер. Развитие приступов бронхоспазма и аллергических реакций более вероятно у пациентов с предрасположенностью к аллергии.

## Прекращение производства
Компания Лаборатория Сервье Индастри владелец товарного знака  прекратила производство Биопарокса в 2016 году 